# Genazzano
Genazzano település Olaszországban, Lazio régióban, Róma megyében. Lakosainak száma 5614 fő (2023. január 1.). Genazzano Cave, Colleferro, Paliano, San Vito Romano, Capranica Prenestina, Olevano Romano, Rocca di Cave és Valmontone községekkel határos.

## Népesség
A település lakossága az elmúlt években az alábbi módon változott:
| Lakosok száma | 5984 | 5949 | 5614 |
|               | 2017 | 2018 | 2023 |